# ライダーハウス

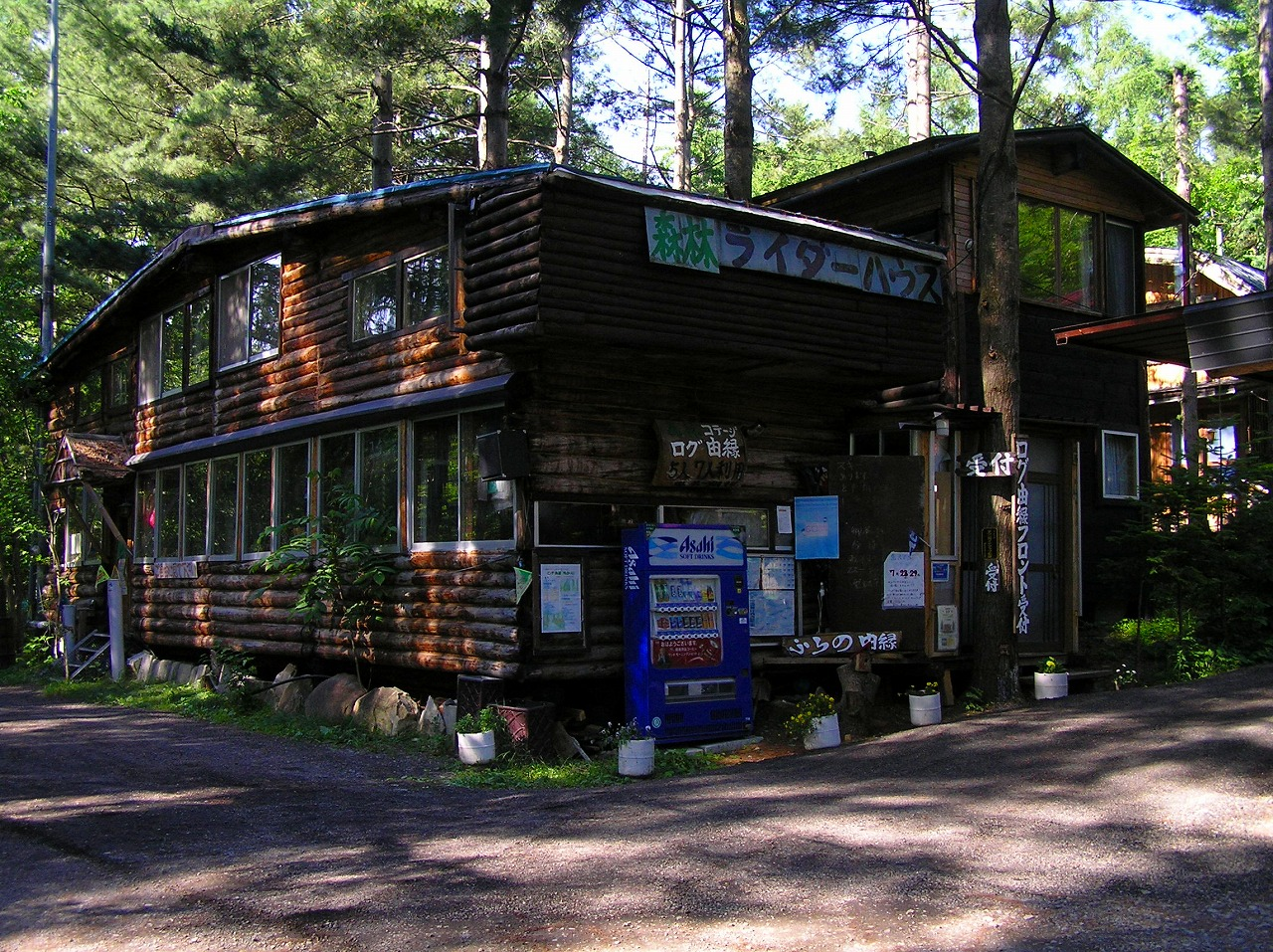
森林コテージ & ライダーハウス ログ由縁、北海道富良野市

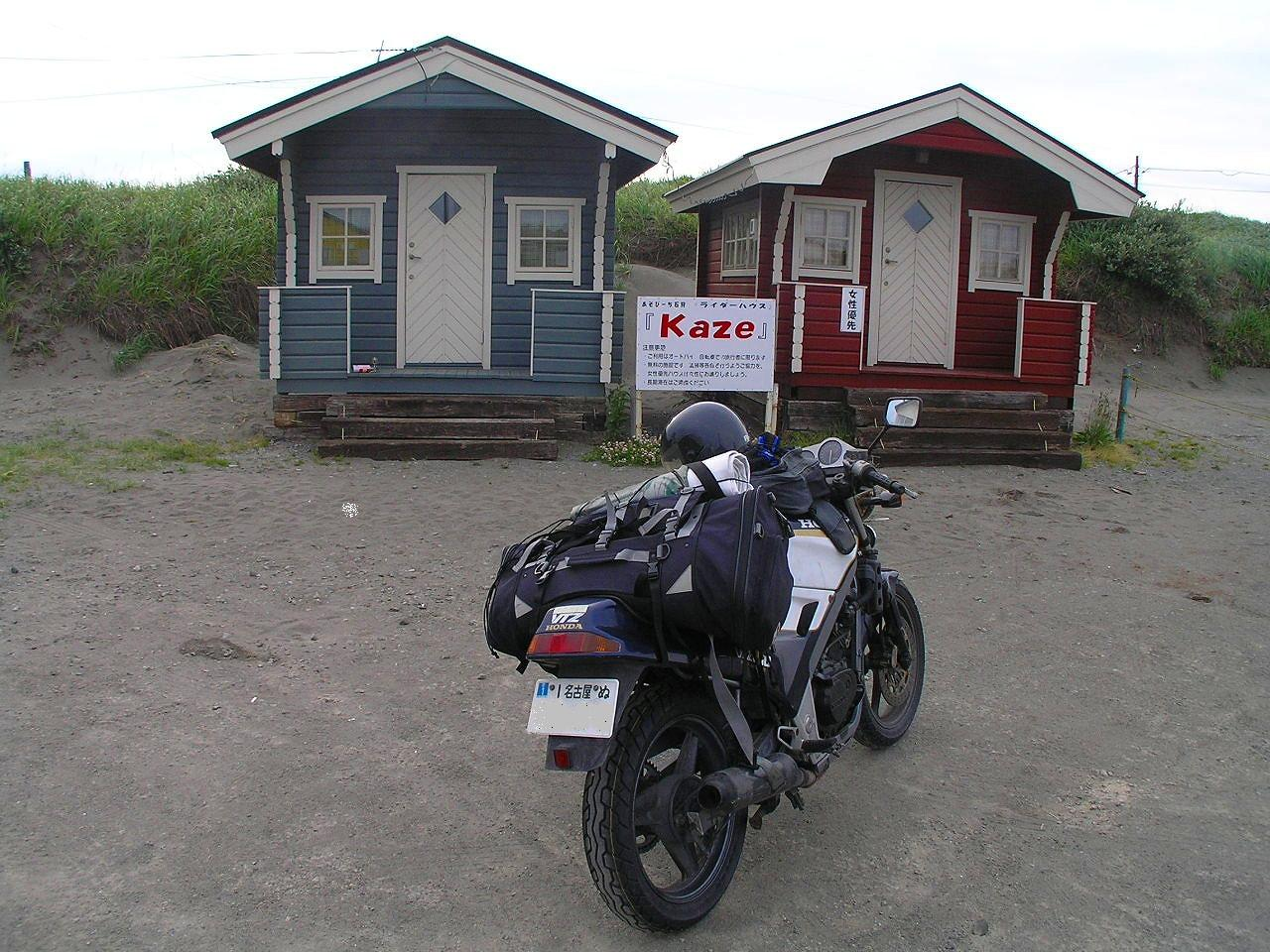
ライダーハウス Kaze、北海道石狩市石狩浜

ライダーハウスとは、オートバイや自転車などでの旅行者を主な対象にする比較的簡易な宿泊施設の総称。

## 概要
多くは男女別の相部屋で、寝袋などを宿泊者が持参して雑魚寝する宿泊形態となっているが、運営形態などに明確な定義はない。寝具を提供しないことによって旅館業法の適用を免れている施設がほとんどである。「ライダーハウス」という総称の起源については判然としないが、1980年代後半の雑誌や地図などではすでに使用されている。
カニ族と呼ばれる鉄道旅行者向けに駅前などで提供されていた臨時宿泊所が転じたものや、1980年代以降にミツバチ族と呼ばれる北海道をオートバイでツーリングするライダーが増加した時期に開設されたもの、ライダーとしてライダーズハウスを利用した経験のある者が自らが開設したものがある。ライダーハウスは個人のボランティアや地方自治体、自治会が町おこしの一環として運営しているものが多い。また、食堂やみやげ店などが副業あるいはサービスの延長として運営しているものもある。また、ライダーハウスという名称であっても、旅館業法上の許可を受けて、一定程度の設備と料金で営業している宿泊施設もある。料金は旅館や民宿、ユースホステルなどと比較して低廉であり、食堂や土産物店との兼営では、食事をしたり買い物をすることを条件に宿泊でき、または料金が無料となる施設もある。

## 施設の形態・状況

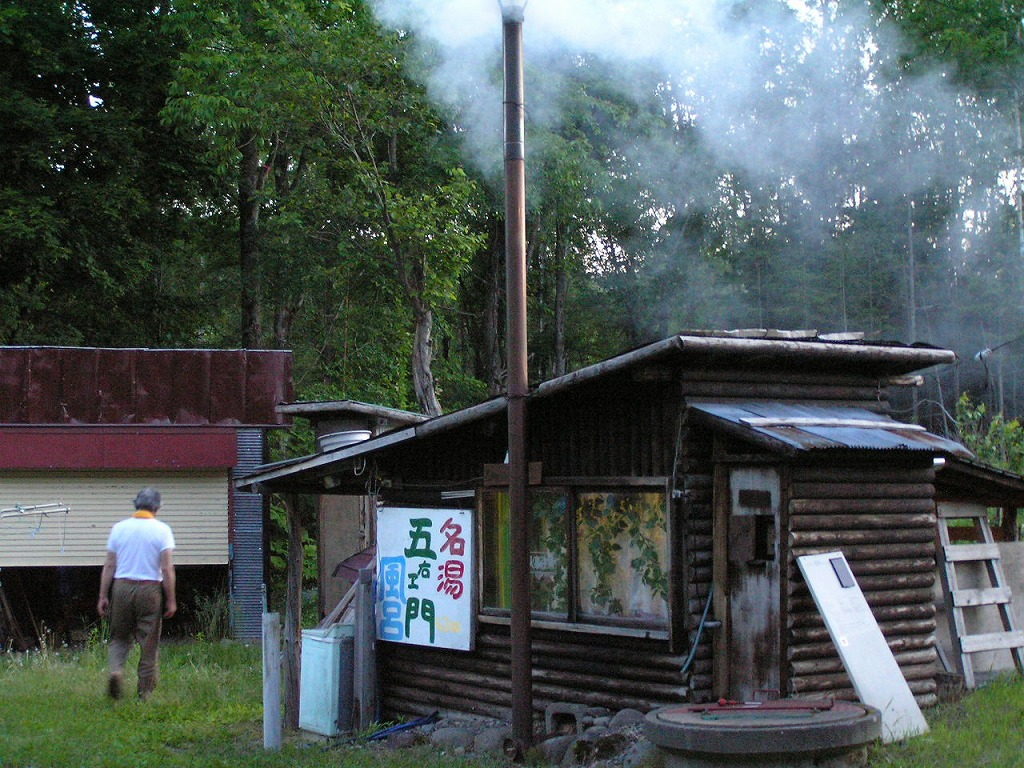
「ち炉りん村」のオーナー手作りの五右衛門風呂

基本的に食事提供はなく、宿泊者用の風呂がない場合も多い。トイレや洗面所がない施設もある。地方自治体などが設置する場合は専用のプレハブやテントを建てることもあるが、次のような施設を利用して運営されている。
- 空き家や空き倉庫
- 鉄道車両の廃車体（ツーリングトレイン）
- 廃線となった鉄道路線の駅舎
- 土産物店や食堂、居酒屋、銭湯などの空き部屋や空きスペース
- カーリング場など、夏場に遊休中の施設